# Église Saint-Nicolas-de-Tolentino de Rome
Pour les articles homonymes, voir Église Saint-Nicolas de Tolentino.
L'église Saint-Nicolas-de-Tolentino (en italien : Chiesa di San Nicola da Tolentino) est une église catholique de Rome, en Italie, située dans le quartier de Trevi, dans la rue du même nom.
Construite en 1599, la façade date quant à elle de 1670. La plupart des autels de cette église sont l'œuvre d'Alessandro Algardi.
Cette église héberge dorénavant le siège du Collège pontifical arménien, dont les rituels sont célébrés dans Saint Nicolas de Tolentino. Appuyé contre le collège, la place sur la gauche de l'église, se dresse une plaque commémorant le génocide du peuple arménien. Une autre stèle semblable, mais plus ancienne, est située dans le cloître du collège.

## Galerie photo

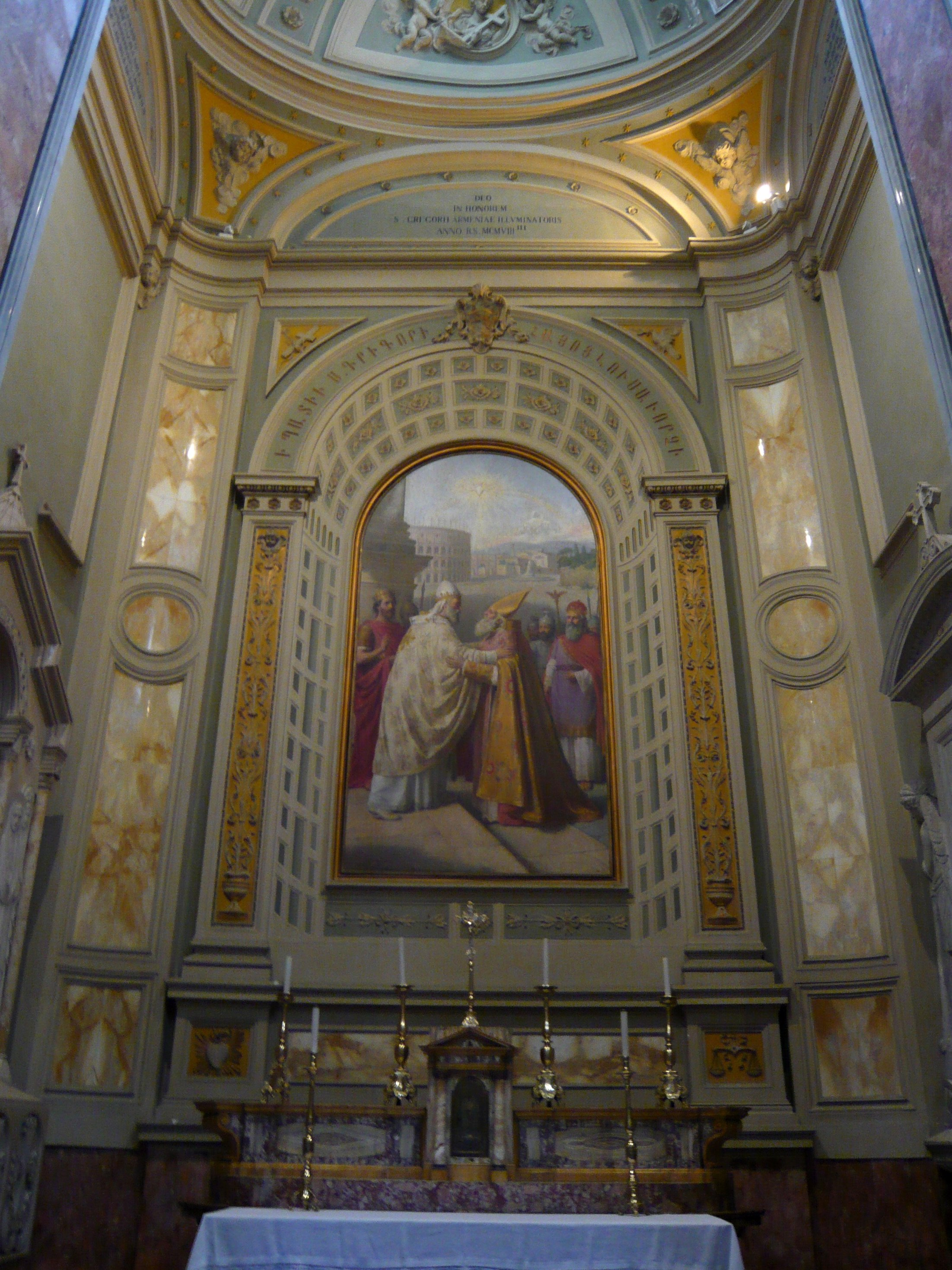
Chapelle arménienne
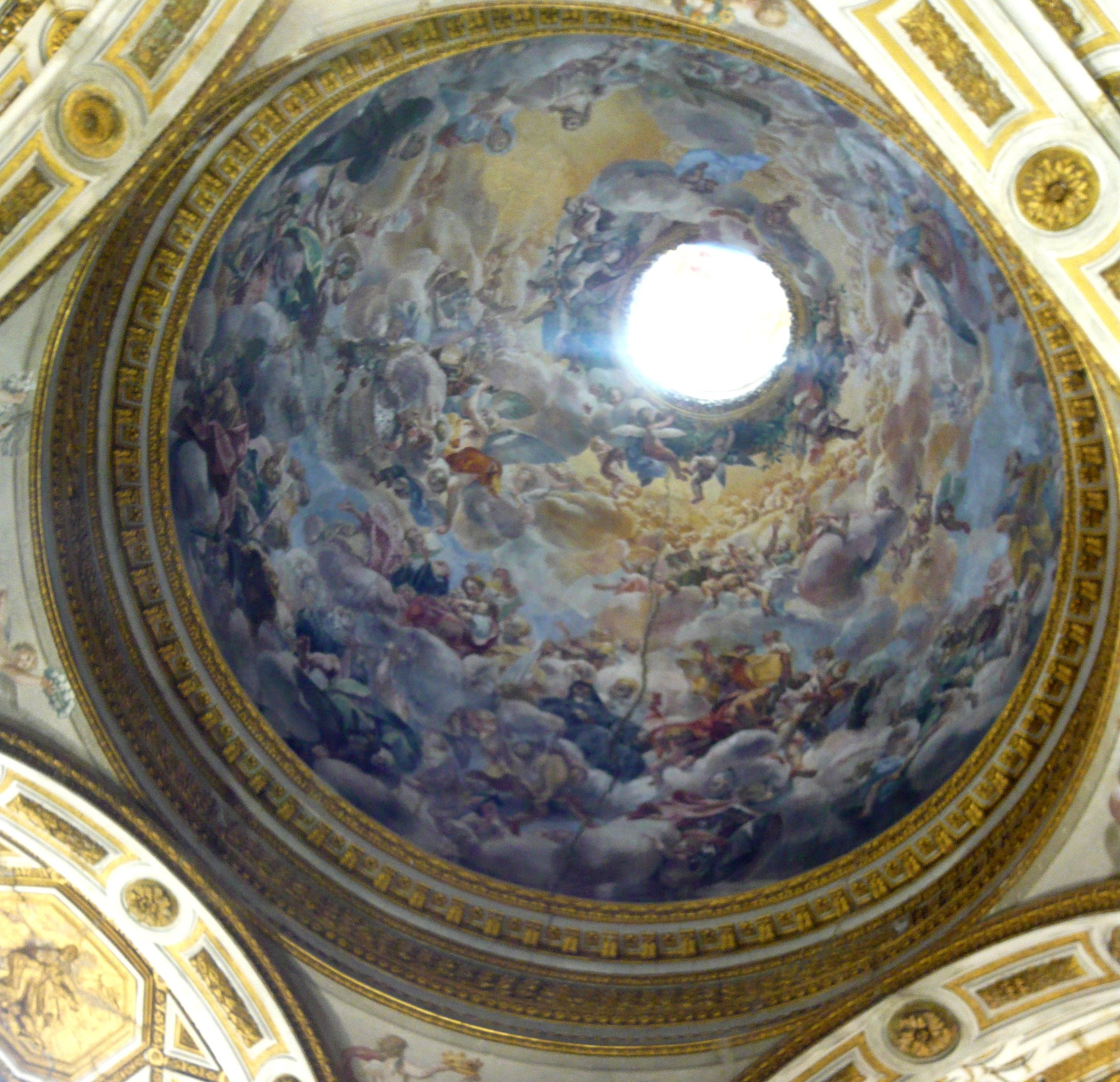
Coupole
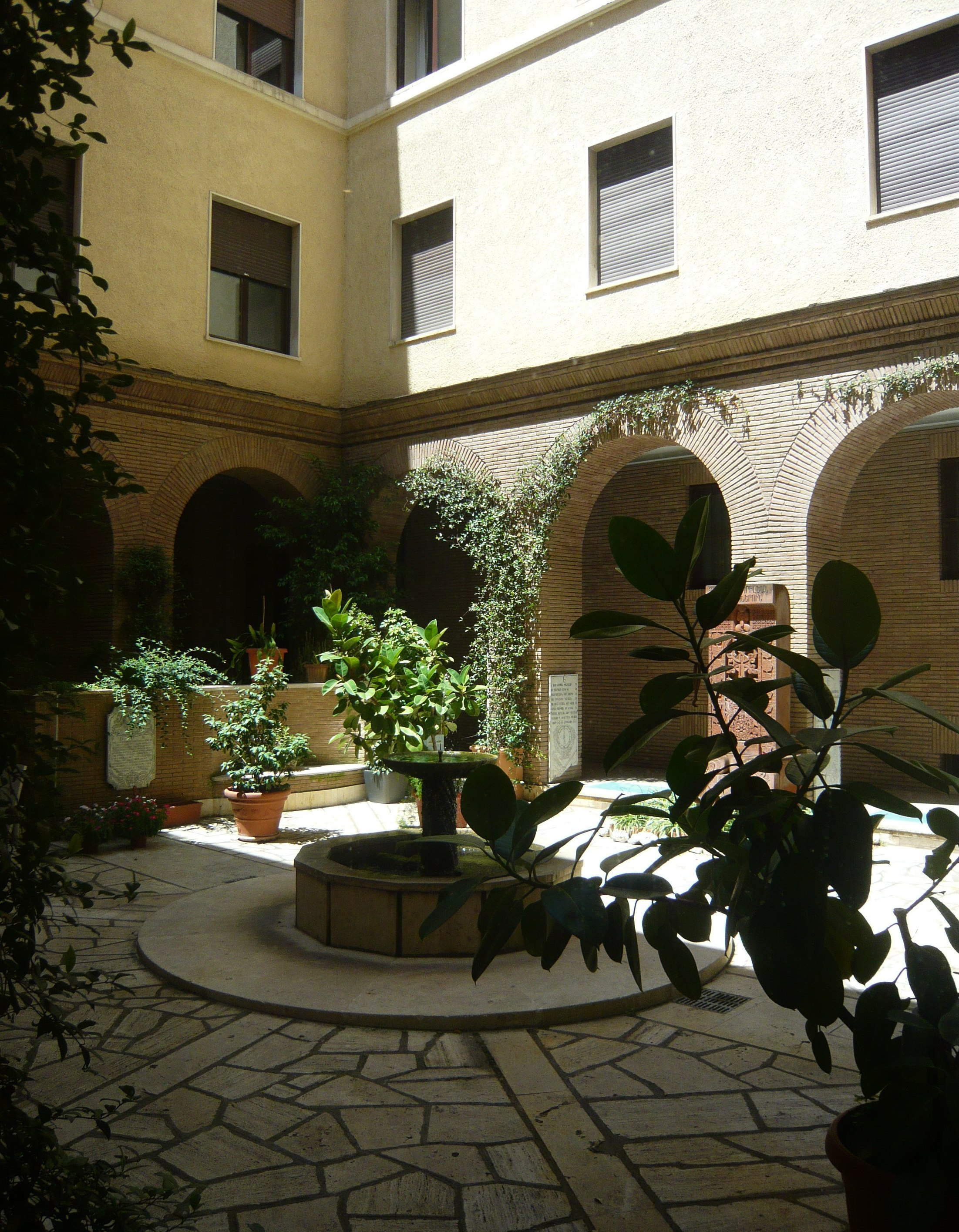
Cour intérieure attenante à l'église
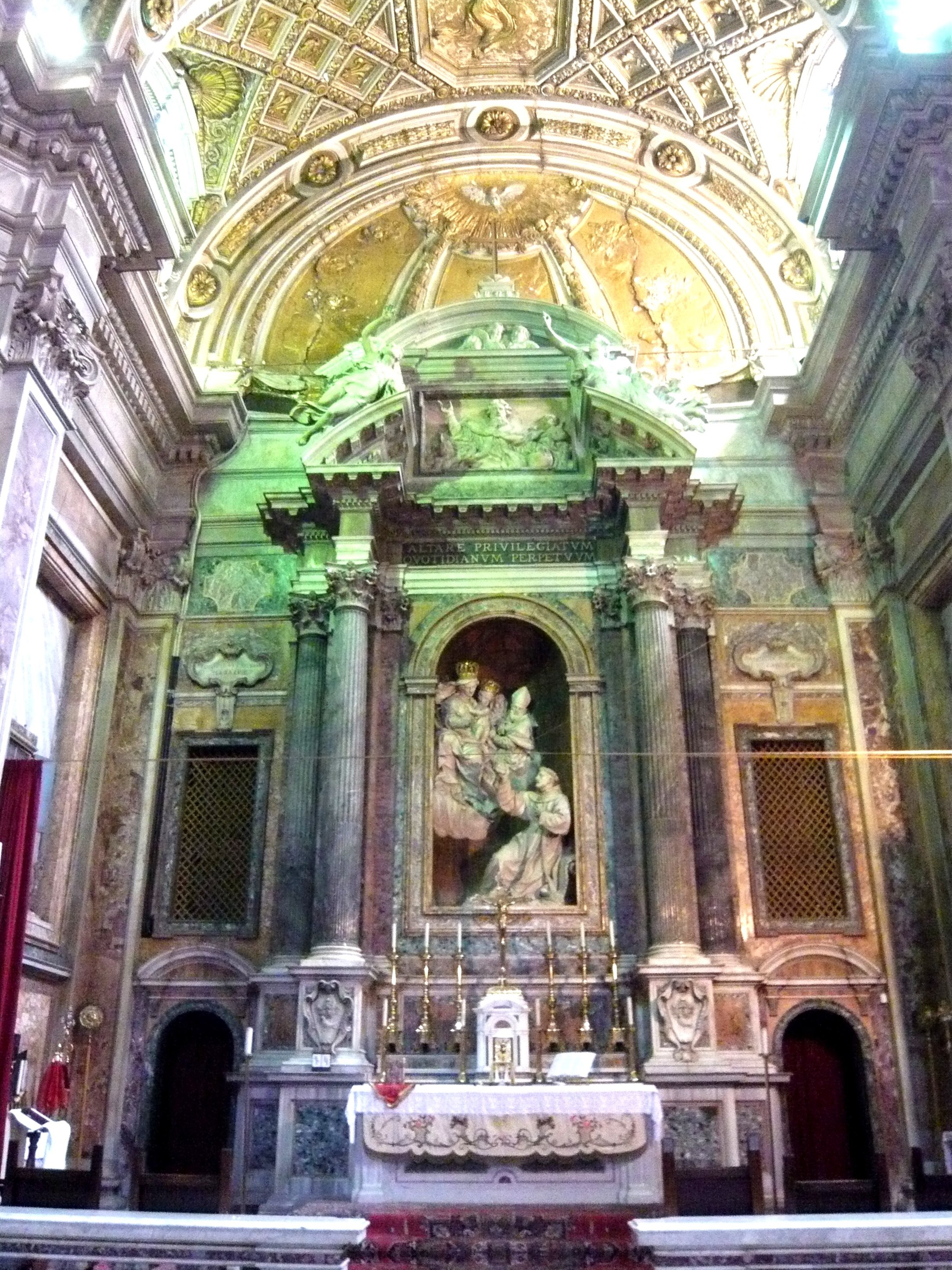
Autel
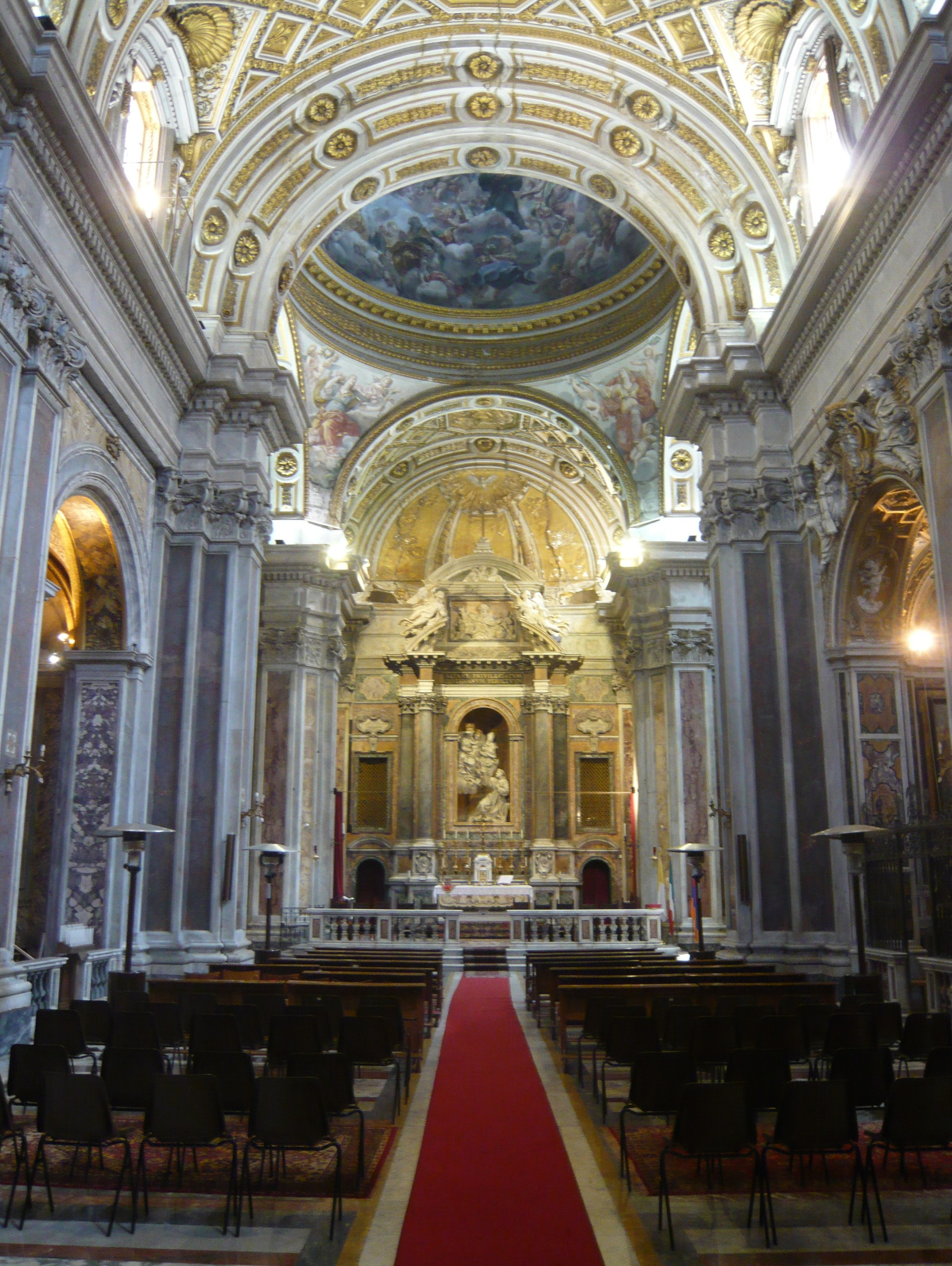
Vue intérieure
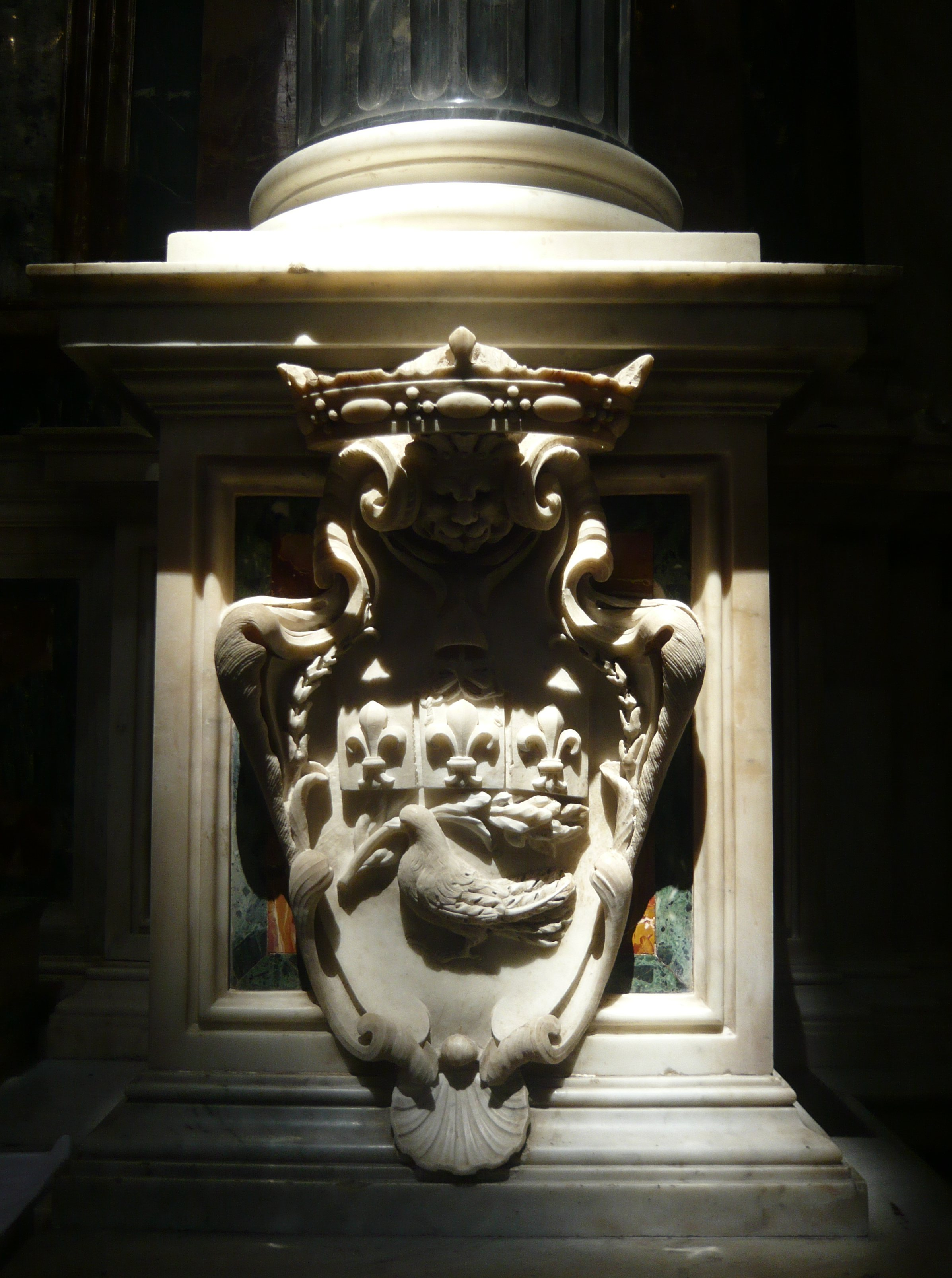
Détail d'un pied de colonne